# Laibach (reedycja)
Laibach – debiutancki album zespołu Laibach wydany w 1985 roku. W roku 1999 została wydana reedycja albumu uzupełniona o dodatkowe utwory.

## Lista utworów
1. "Cari Amici Soldati" – 1:51
2. "Sila" – 4:02
3. "Sredi Bojev" – 8:08
4. "Država" – 4:31
5. "Dekret" – 4:12
6. "Mi kujemo bodočnost" – 4:45
7. "Brat moj" – 5:54
8. "Panorama" – 4:37
9. "Policijski hit (N.Y. 1984)" – 3:28
10. "Prva TV generacija" – 2:59
11. "Der Zivilisation" (dodano w 1999)
12. "L'Homme armé" (dodano w 1999)
13. "One Plus One" (dodano w 1999)